# Once Upon a Time: The Singles
Once Upon a Time: The Singles — альбом-компиляция британской рок-группы Siouxsie & the Banshees, выпущенная в декабре 1981 года звукозаписывающей компанией Polydor Records.

## Об альбоме
Компиляция содержит все синглы, выпущенные группой на тот момент. Исключение составляют лишь песня «Mirage» с альбома «The Scream», не выпускавшаяся в качестве сингла, а также «Mittageisen», выпускавшаяся в виде сингла, но не попавшая на компиляцию (на компиляции содержится её бисайд «Love in a Void»).
Следующая компиляция синглов группы, выпущенная в 1992 году получила название Twice Upon a Time: The Singles.
В 2002 году журнал Q поставил этот альбом на 7-е место в списке «Величайших альбомов, выпущенных женщинами-музыкантами».

## Список композиций
1. «Hong Kong Garden» (Sioux/Severin/McKay/Morris) — 2:57
2. «Mirage» (Sioux/Severin/McKay/Morris) — 2:50
3. «The Staircase (Mystery)» (Sioux/Severin/McKay/Morris) — 3:08
4. «Playground Twist» (Sioux/Severin/McKay/Morris) — 3:04
5. «Love in a Void» (Sioux/Severin/Morris/Fenton) — 2:31
6. «Happy House» (Sioux/Severin) — 3:51
7. «Christine» (Sioux/Severin) — 3:00
8. «Israel» (Siouxsie and the Banshees) — 4:57
9. «Spellbound» (Siouxsie and the Banshees) — 3:19
10. «Arabian Knights» (Siouxsie and the Banshees) — 3:09